# コクイナ

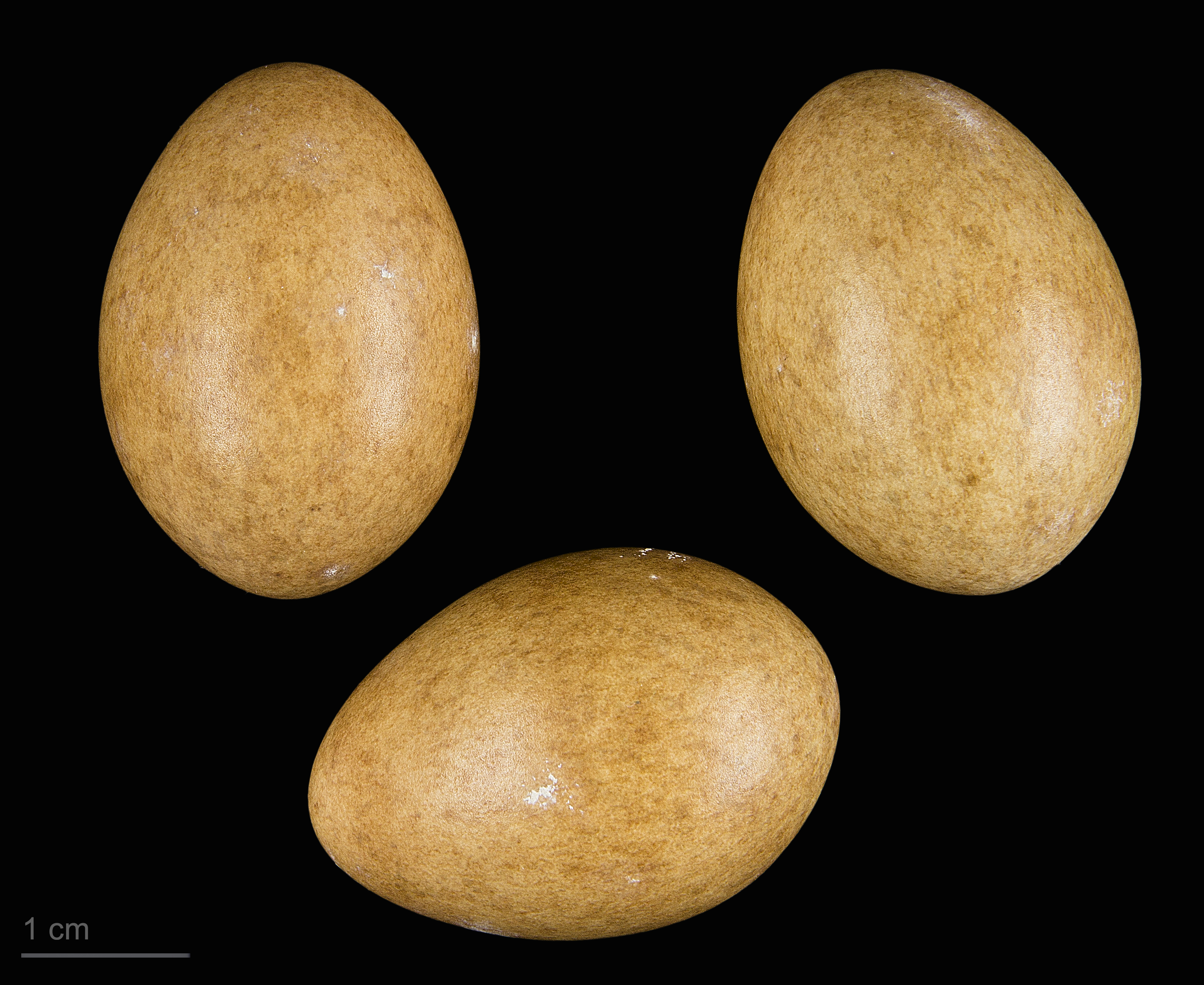
Porzana parva

コクイナ （小水鶏、学名：Porzana parva） は、ツル目クイナ科に分類される鳥類の一種である。

## 分布
ヨーロッパ東部と南部、アジア南西部で繁殖し、冬季は地中海沿岸や中近東、南アジアに渡りをおこない越冬する。

## 形態
体長約20cm。

## 生態
湿地に生息する。通常は1羽か番いで生活するが、渡りの時は群を作る。
昆虫類や小型の爬虫類、水生植物、植物の種子などを食べる。
水辺の茂みに営巣し、1腹4-11個の卵を産む。抱卵期間は21-23日である。雌雄協同で、造巣、抱卵、育雛を行う。